# 室蘭本線列車衝突事故
室蘭本線列車衝突事故（むろらんほんせんれっしゃしょうとつじこ）とは、1947年（昭和22年）3月31日に運輸省鉄道総局（国有鉄道）室蘭本線で発生した列車衝突事故である。

## 概要
1947年（昭和22年）3月31日17時43分ごろ、室蘭本線静狩駅 - 小幌信号場間で下り旅客225列車（C51形蒸気機関車235号機・7両編成）と上り臨時貨物5388列車（D52形蒸気機関車47号機・46両編成）が正面衝突した。衝突寸前に両列車ともに互いを認め非常ブレーキをかけていたが間に合わなかった。旅客列車は機関車が脱線大破、客車2両目は同1両目に3分の2ほど食い込み共に大破。貨物列車は機関車が脱線大破、貨車1両目（石炭積）は機関車の炭水車の下に食い込み、同2両目（馬積）は同3両目（石炭積）と機関車の炭水車に乗り上り、いずれも大破した。これにより乗客4名が死亡、ほか乗客乗員計60名が重軽傷を負った。

## 小幌信号場の特殊事情
室蘭本線静狩駅-小幌信号場間は内浦湾に面した急峻な崖沿いをいくつものトンネルを穿って建設され、また小幌信号場は同区間のわずかな平地と空間を利用して建設された、いわゆる「煙管型信号場」である。下り列車は礼文華山（れぶんげさん）隧道入口手前で停車するが、上り列車は駅本屋から幌内隧道（延長318メートル）を抜けた先の美利加浜（ぴりかはま）隧道との間の20メートルほどの隙間に機関車の頭を出して停車する。この関係で通票の授受が困難であり、静狩駅-小幌信号場-礼文駅間には信号場開設当初より連動閉塞が採用された。信号場全体としては長万部方から美利加浜隧道、幌内隧道、礼文華山隧道の3つの隧道に跨っている。
また空間の関係から上り線には美利加浜隧道内に安全側線が設置されたが、下り線には礼文華山隧道内に脱線転轍機が設置された。
| ←旭浜信号場 ／長万部駅方面 | ←旭浜信号場 ／長万部駅方面 | ←旭浜信号場 ／長万部駅方面 | ←旭浜信号場 ／長万部駅方面 | ←旭浜信号場 ／長万部駅方面 | ←旭浜信号場 ／長万部駅方面 | ←旭浜信号場 ／長万部駅方面 |        |        |        |        |         |                     |                     |                     |                     |                     |                     |                     |        |        |          |         |      |      |      |              |              |              |              |              |              |              |              |            |            |            |                |                |                |                |                |                |                |                |                |              |              |              |              |                                              |                                              |                                              |                                              |                                              |                                              |                                              |                                              |                                              |                                              |                                              |                                              |              |              | 礼文駅／ 東室蘭駅 方面→ | 礼文駅／ 東室蘭駅 方面→ | 礼文駅／ 東室蘭駅 方面→ | 礼文駅／ 東室蘭駅 方面→ | 礼文駅／ 東室蘭駅 方面→ | 礼文駅／ 東室蘭駅 方面→ | 礼文駅／ 東室蘭駅 方面→ |
| ←旭浜信号場 ／長万部駅方面 | ←旭浜信号場 ／長万部駅方面 | ←旭浜信号場 ／長万部駅方面 | ←旭浜信号場 ／長万部駅方面 | ←旭浜信号場 ／長万部駅方面 | ←旭浜信号場 ／長万部駅方面 | ←旭浜信号場 ／長万部駅方面 | 静狩駅 | 静狩駅 | 静狩駅 | 静狩駅 | 静狩駅  | 静狩駅              | 静狩駅              | 静狩駅              | 静狩駅              | 静狩駅              | 静狩駅              | 静狩駅              | 静狩駅 | 静狩駅 | 静狩駅   |         |      |      |      |              |              |              |              |              |              |              |              |            |            |            |                |                |                |                |                |                |                |                | 小幌信号場     | 小幌信号場   | 小幌信号場   | 小幌信号場   | 小幌信号場   | 小幌信号場                                   | 小幌信号場                                   | 小幌信号場                                   | 小幌信号場                                   | 小幌信号場                                   | 小幌信号場                                   | 小幌信号場                                   | 小幌信号場                                   | 小幌信号場                                   | 小幌信号場                                   |                                              |                                              |              |              | 礼文駅／ 東室蘭駅 方面→ | 礼文駅／ 東室蘭駅 方面→ | 礼文駅／ 東室蘭駅 方面→ | 礼文駅／ 東室蘭駅 方面→ | 礼文駅／ 東室蘭駅 方面→ | 礼文駅／ 東室蘭駅 方面→ | 礼文駅／ 東室蘭駅 方面→ |
| ←旭浜信号場 ／長万部駅方面 | ←旭浜信号場 ／長万部駅方面 | ←旭浜信号場 ／長万部駅方面 | ←旭浜信号場 ／長万部駅方面 | ←旭浜信号場 ／長万部駅方面 | ←旭浜信号場 ／長万部駅方面 | ←旭浜信号場 ／長万部駅方面 |        |        |        |        | butoirg | voie                | voie                | voie                | courbebd            |                     |                     |                     |        |        |          |         |      |      |      |              |              |              |              |              |              |              |              |            |            |            |                |                |                |                |                |                |                |                |                |              |              |              |              |                                              |                                              |                                              |                                              |                                              |                                              |                                              |                                              |                                              |                                              |                                              |                                              |              |              | 礼文駅／ 東室蘭駅 方面→ | 礼文駅／ 東室蘭駅 方面→ | 礼文駅／ 東室蘭駅 方面→ | 礼文駅／ 東室蘭駅 方面→ | 礼文駅／ 東室蘭駅 方面→ | 礼文駅／ 東室蘭駅 方面→ | 礼文駅／ 東室蘭駅 方面→ |
| ←旭浜信号場 ／長万部駅方面 | ←旭浜信号場 ／長万部駅方面 | ←旭浜信号場 ／長万部駅方面 | ←旭浜信号場 ／長万部駅方面 | ←旭浜信号場 ／長万部駅方面 | ←旭浜信号場 ／長万部駅方面 | ←旭浜信号場 ／長万部駅方面 | voie   | voie   | voie   | sens2  | voie    | voie                | voie                | voie                | voie                | bifhg               | voie                | courbebd            |        |        |          |         |      |      |      |              |              |              |              |              |              |              |              |            |            |            |                |                |                |                |                |                |                |                |                |              |              |              |              |                                              |                                              |                                              |                                              |                                              |                                              |                                              |                                              |                                              |                                              |                                              |                                              |              |              | 礼文駅／ 東室蘭駅 方面→ | 礼文駅／ 東室蘭駅 方面→ | 礼文駅／ 東室蘭駅 方面→ | 礼文駅／ 東室蘭駅 方面→ | 礼文駅／ 東室蘭駅 方面→ | 礼文駅／ 東室蘭駅 方面→ | 礼文駅／ 東室蘭駅 方面→ |
| ←旭浜信号場 ／長万部駅方面 | ←旭浜信号場 ／長万部駅方面 | ←旭浜信号場 ／長万部駅方面 | ←旭浜信号場 ／長万部駅方面 | ←旭浜信号場 ／長万部駅方面 | ←旭浜信号場 ／長万部駅方面 | ←旭浜信号場 ／長万部駅方面 | quai   | quai   | quai   | quai   | quai    | ├○ 下本線出発信号機 | ├○ 下本線出発信号機 | ├○ 下本線出発信号機 | ├○ 下本線出発信号機 | ├○ 下本線出発信号機 | ├○ 下本線出発信号機 | ├○ 下本線出発信号機 | Dvoie  |        |          |         |      |      |      |              |              |              |              |              |              |              |              |            |            |            |                |                |                |                |                |                |                |                |                |              |              |              |              |                                              |                                              |                                              |                                              |                                              |                                              |                                              |                                              |                                              |                                              |                                              |                                              |              |              | 礼文駅／ 東室蘭駅 方面→ | 礼文駅／ 東室蘭駅 方面→ | 礼文駅／ 東室蘭駅 方面→ | 礼文駅／ 東室蘭駅 方面→ | 礼文駅／ 東室蘭駅 方面→ | 礼文駅／ 東室蘭駅 方面→ | 礼文駅／ 東室蘭駅 方面→ |
| ←旭浜信号場 ／長万部駅方面 | ←旭浜信号場 ／長万部駅方面 | ←旭浜信号場 ／長万部駅方面 | ←旭浜信号場 ／長万部駅方面 | ←旭浜信号場 ／長万部駅方面 | ←旭浜信号場 ／長万部駅方面 | ←旭浜信号場 ／長万部駅方面 | voie   | voie   | voie   | sensd  | voie    | voie                | voie                | voie                | voie                | voie                | voie                | voie                | voie   | bifhg  | bifbd    | butoird |      |      |      |              |              |              |              | 第二静狩隧道 | 第二静狩隧道 | 第二静狩隧道 | 第二静狩隧道 |            |            |            | 第一辺加牛隧道 | 第一辺加牛隧道 | 第一辺加牛隧道 | 第一辺加牛隧道 | 第一辺加牛隧道 |                |                |                |                | 美利加浜隧道 | 美利加浜隧道 | 美利加浜隧道 | 美利加浜隧道 |                                              | 幌内隧道                                     | 幌内隧道                                     | 幌内隧道                                     | 幌内隧道                                     |                                              | BV                                           |                                              |                                              |                                              | 礼文華山隧道                                 | 礼文華山隧道                                 | 礼文華山隧道 | 礼文華山隧道 | 礼文駅／ 東室蘭駅 方面→ | 礼文駅／ 東室蘭駅 方面→ | 礼文駅／ 東室蘭駅 方面→ | 礼文駅／ 東室蘭駅 方面→ | 礼文駅／ 東室蘭駅 方面→ | 礼文駅／ 東室蘭駅 方面→ | 礼文駅／ 東室蘭駅 方面→ |
| ←旭浜信号場 ／長万部駅方面 | ←旭浜信号場 ／長万部駅方面 | ←旭浜信号場 ／長万部駅方面 | ←旭浜信号場 ／長万部駅方面 | ←旭浜信号場 ／長万部駅方面 | ←旭浜信号場 ／長万部駅方面 | ←旭浜信号場 ／長万部駅方面 |        |        |        |        |         |                     |                     |                     |                     |                     |                     |                     |        |        |          | bifg    | voie | voie | voie | tunneld      |              | tunnelg      | voie         | tunneld      |              | tunnelg      | voie         | tunneld    |            | tunnelg    | voie           | tunneld        |                | tunnelg        | voie           | tunneld        |                | tunnelg        | voie           | tunneld      | voie         | bifbd        | voie         | tunnelg                                      | tunneld                                      | voie                                         | tunnelg                                      | voie                                         | sensd                                        | voie                                         | tunneld                                      | bifhd                                        | bifbg                                        | voie                                         | voie                                         | voie         | voie         | 礼文駅／ 東室蘭駅 方面→ | 礼文駅／ 東室蘭駅 方面→ | 礼文駅／ 東室蘭駅 方面→ | 礼文駅／ 東室蘭駅 方面→ | 礼文駅／ 東室蘭駅 方面→ | 礼文駅／ 東室蘭駅 方面→ | 礼文駅／ 東室蘭駅 方面→ |
| ←旭浜信号場 ／長万部駅方面 | ←旭浜信号場 ／長万部駅方面 | ←旭浜信号場 ／長万部駅方面 | ←旭浜信号場 ／長万部駅方面 | ←旭浜信号場 ／長万部駅方面 | ←旭浜信号場 ／長万部駅方面 | ←旭浜信号場 ／長万部駅方面 | voie   | voie   | voie   | sensg  | voie    | voie                | voie                | voie                | voie                | voie                | voie                | voie                | voie   | voie   | courbehd |         |      |      |      | 第一静狩隧道 | 第一静狩隧道 | 第一静狩隧道 | 第一静狩隧道 |              |              |              |              | 鼠ノ鼻隧道 | 鼠ノ鼻隧道 | 鼠ノ鼻隧道 | 鼠ノ鼻隧道     |                |                |                | 第二辺加牛隧道 | 第二辺加牛隧道 | 第二辺加牛隧道 | 第二辺加牛隧道 | 第二辺加牛隧道 |              |              | butoirg      | bifhg        | tunnelg                                      | tunneld                                      | voie                                         | tunnelg                                      | voie                                         | sensg                                        | voie                                         | tunneld                                      | courbehd                                     |                                              |                                              |                                              |              |              | 礼文駅／ 東室蘭駅 方面→ | 礼文駅／ 東室蘭駅 方面→ | 礼文駅／ 東室蘭駅 方面→ | 礼文駅／ 東室蘭駅 方面→ | 礼文駅／ 東室蘭駅 方面→ | 礼文駅／ 東室蘭駅 方面→ | 礼文駅／ 東室蘭駅 方面→ |
| ←旭浜信号場 ／長万部駅方面 | ←旭浜信号場 ／長万部駅方面 | ←旭浜信号場 ／長万部駅方面 | ←旭浜信号場 ／長万部駅方面 | ←旭浜信号場 ／長万部駅方面 | ←旭浜信号場 ／長万部駅方面 | ←旭浜信号場 ／長万部駅方面 | quai   | quai   | quai   | quai   | quai    | quai                | quai                | quai                | quai                | quai                | quai                |                     |        |        |          |         |      |      |      |              |              |              |              |              |              |              |              |            |            |            |                |                |                |                |                |                |                |                |                |              |              |              |              | ○┤ ○┤上本線出発信号（中継） 上本線出発信号機 | ○┤ ○┤上本線出発信号（中継） 上本線出発信号機 | ○┤ ○┤上本線出発信号（中継） 上本線出発信号機 | ○┤ ○┤上本線出発信号（中継） 上本線出発信号機 | ○┤ ○┤上本線出発信号（中継） 上本線出発信号機 | ○┤ ○┤上本線出発信号（中継） 上本線出発信号機 | ○┤ ○┤上本線出発信号（中継） 上本線出発信号機 | ○┤ ○┤上本線出発信号（中継） 上本線出発信号機 | ○┤ ○┤上本線出発信号（中継） 上本線出発信号機 | ○┤ ○┤上本線出発信号（中継） 上本線出発信号機 | ○┤ ○┤上本線出発信号（中継） 上本線出発信号機 | ○┤ ○┤上本線出発信号（中継） 上本線出発信号機 |              |              | 礼文駅／ 東室蘭駅 方面→ | 礼文駅／ 東室蘭駅 方面→ | 礼文駅／ 東室蘭駅 方面→ | 礼文駅／ 東室蘭駅 方面→ | 礼文駅／ 東室蘭駅 方面→ | 礼文駅／ 東室蘭駅 方面→ | 礼文駅／ 東室蘭駅 方面→ |
| ←旭浜信号場 ／長万部駅方面 | ←旭浜信号場 ／長万部駅方面 | ←旭浜信号場 ／長万部駅方面 | ←旭浜信号場 ／長万部駅方面 | ←旭浜信号場 ／長万部駅方面 | ←旭浜信号場 ／長万部駅方面 | ←旭浜信号場 ／長万部駅方面 | BV     | BV     | BV     |        |         |                     |                     |                     |                     |                     |                     |                     |        |        |          |         |      |      |      |              |              |              |              |              |              |              |              |            |            |            |                |                |                |                |                |                |                |                |                |              |              |              |              | ○┤ ○┤上本線出発信号（中継） 上本線出発信号機 | ○┤ ○┤上本線出発信号（中継） 上本線出発信号機 | ○┤ ○┤上本線出発信号（中継） 上本線出発信号機 | ○┤ ○┤上本線出発信号（中継） 上本線出発信号機 | ○┤ ○┤上本線出発信号（中継） 上本線出発信号機 | ○┤ ○┤上本線出発信号（中継） 上本線出発信号機 | ○┤ ○┤上本線出発信号（中継） 上本線出発信号機 | ○┤ ○┤上本線出発信号（中継） 上本線出発信号機 | ○┤ ○┤上本線出発信号（中継） 上本線出発信号機 | ○┤ ○┤上本線出発信号（中継） 上本線出発信号機 | ○┤ ○┤上本線出発信号（中継） 上本線出発信号機 | ○┤ ○┤上本線出発信号（中継） 上本線出発信号機 |              |              | 礼文駅／ 東室蘭駅 方面→ | 礼文駅／ 東室蘭駅 方面→ | 礼文駅／ 東室蘭駅 方面→ | 礼文駅／ 東室蘭駅 方面→ | 礼文駅／ 東室蘭駅 方面→ | 礼文駅／ 東室蘭駅 方面→ | 礼文駅／ 東室蘭駅 方面→ |

## 事故原因
事故当日、上り臨時貨物5388列車は小幌信号場を通過し、静狩駅にて下り旅客225列車と行き違い予定であった。しかし貨物列車は機関車が不調を起こし、定刻より約7分半遅れで小幌信号場に臨時停車した。この際、機関車は正規の停止位置（幌内隧道を出た先・出発信号機直前）ではなく、幌内隧道内に50メートルほど入った所で停車した。
小幌信号場助役が事情を聞きに機関車の元へ赴き、転轍手も何か指示があるものと付近に待機していた。この際に機関士と助役が「修理に時間がかかるようなら旅客列車を先に通す」と話していたものを、転轍手が「旅客列車を先に通す」という自分への指示と誤認した。
転轍手は直ちに本屋に戻り、待機していた信号掛に対し「旅客列車を先に通す」旨を伝えた。信号掛はこれを助役の指示と思いこみ、静狩駅と連絡を取って貨物列車の閉塞を取り消し、旅客列車を先に通す手配を始めた。ただし助役は転轍手に対してそのような指示を出したつもりはなく、またそのような手続きが取られていることも関知していなかった。
貨物列車機関車の不調はまもなく回復したため、小幌信号場を定刻より約10分遅れで発車した。この際、信号場助役・機関士ともに（機関車の前頭から約290メートル先にある）出発信号機が「進行」であったことを確認しているが、発車後まもなく機関車の煤煙などのため信号機を認識することができなくなった。そして機関士は出発信号機を通過する時点でその表示を再確認することなく、そのまま進行した。
その頃、静狩駅との打ち合わせを終了した信号掛は貨物列車に対する出発信号を「停止」に変更し、連動閉塞装置を静狩→小幌の旅客列車が通過できるように変更した。続けて美利加浜隧道内の転轍機を小幌→静狩の貨物列車ではなく、静狩→小幌の旅客列車が通過できるように操作しようとしたが、操作することができなかった。
このことから違和感を抱いた信号掛は、助役が本屋に戻って来た際に上り貨物列車がどうなったか尋ね、貨物列車が出発していったことを知った。直ちに閉塞装置を操作して旅客列車の閉塞許可を取り消し、下り旅客列車を発車させないよう静狩駅に連絡を取った。
同刻、静狩駅では当駅で行き違い予定の上り貨物列車が遅れているとの知らせを受け、定刻より約1分遅れで下り旅客列車を発車させた。旅客列車の機関士は出発信号機を通過するまで、同信号機が「進行」であったことを確認している。また、駅長と助役が旅客列車の出発を見送っており、列車が出発信号機の位置を通過中にその表示が「停止」に変わったことに気付いたが、車掌が列車から顔を出していなかったこともあり、及ばないと思い停止手配を取ることはなかった。
追って静狩駅では小幌信号場から「下り旅客列車を発車させないように」との連絡を受けたが、既に旅客列車は発車した後であった。また当時は列車無線などの設備もなかったため両停車場とも打つ手はなかった。
以上の経緯により、双方の列車は両停車場の中間付近で正面衝突することとなった。

## 事故後の対応
小幌信号場において閉塞装置と転轍機を連動させ、転轍機が所定の方向に開通していなければ閉塞を行うことができないよう設備の改造が行われた。しかし同種の取り組みは小幌信号場における特殊な事例とされ、広まることはなかった。
また、小幌信号場助役・同信号掛・同転轍手、貨物列車機関士、静狩駅長・同助役、旅客列車車掌は文書による厳重注意を受けた。